# ليو بيرمان
ليو بيرمان هو سياسي أمريكي، ولد في 21 أكتوبر 1935 في نيويورك في الولايات المتحدة، وتوفي في 23 مايو 2015 في تايلر في الولايات المتحدة. نشط حزبياً في الحزب الجمهوري. وقد انتخب عضو مجلس نواب تكساس ‏.